# Eleições autárquicas portuguesas de 1997 no distrito de Coimbra
| Eleições autárquicas portuguesas de 1997 Distritos: Aveiro \| Beja \| Braga \| Bragança \| Castelo Branco \| Coimbra \| Évora \| Faro \| Guarda \| Leiria \| Lisboa \| Portalegre \| Porto \| Santarém \| Setúbal \| Viana do Castelo \| Vila Real \| Viseu \| Açores \| Madeira |

## Resultados por concelho
Os resultados nos concelhos do Distrito de Coimbra foram os seguintes:

### Arganil
| Partido                 | Partido                           | Votos  | %               | +/-   | Vereadores | +/-     |
| ----------------------- | --------------------------------- | ------ | --------------- | ----- | ---------- | ------- |
|                         | Partido Socialista                | 4 254  | 46,50 / 100,00  | 1,67  | 4 / 7      | 1       |
|                         | Partido Social Democrata          | 3 107  | 33,96 / 100,00  | 14,10 | 2 / 7      | 2       |
|                         | Partido Popular                   | 1 237  | 13,52 / 100,00  | 11,05 | 1 / 7      | 1       |
|                         | Coligação Democrática Unitária    | 88     | 0,96 / 100,00   | 0,01  | 0 / 7      | Estável |
|                         | Partido da Solidariedade Nacional | 83     | 0,91 / 100,00   | -     | 0 / 7      | -       |
| Votos Inválidos         | Votos Inválidos                   | 379    | 4,14 / 100,00   | 0,45  |            |         |
| Total                   | Total                             | 9 148  | 100,00 / 100,00 |       | 7 / 7      |         |
| Eleitorado/Participação | Eleitorado/Participação           | 12 674 | 72,18 / 100,00  | 3,43  |            |         |

### Cantanhede
| Partido                 | Partido                        | Votos  | %               | +/-  | Vereadores | +/-     |
| ----------------------- | ------------------------------ | ------ | --------------- | ---- | ---------- | ------- |
|                         | Partido Social Democrata       | 10 247 | 46,60 / 100,00  | 7,49 | 4 / 7      | 1       |
|                         | Partido Socialista             | 10 243 | 46,58 / 100,00  | 1,99 | 3 / 7      | 1       |
|                         | Coligação Democrática Unitária | 565    | 2,57 / 100,00   | 0,39 | 0 / 7      | Estável |
|                         | Partido Popular                | 287    | 1,31 / 100,00   | 5,39 | 0 / 7      | Estável |
| Votos Inválidos         | Votos Inválidos                | 647    | 2,95 / 100,00   | 0,49 |            |         |
| Total                   | Total                          | 21 989 | 100,00 / 100,00 |      | 7 / 7      |         |
| Eleitorado/Participação | Eleitorado/Participação        | 33 604 | 65,44 / 100,00  | 0,51 |            |         |

### Coimbra
| Partido                 | Partido                           | Votos   | %               | +/-  | Vereadores | +/-     |
| ----------------------- | --------------------------------- | ------- | --------------- | ---- | ---------- | ------- |
|                         | Partido Socialista                | 33 950  | 45,81 / 100,00  | 8,11 | 6 / 11     | 1       |
|                         | Partido Social Democrata          | 24 623  | 33,23 / 100,00  | 8,37 | 4 / 11     | 1       |
|                         | Coligação Democrática Unitária    | 8 909   | 12,02 / 100,00  | 0,94 | 1 / 11     | Estável |
|                         | Partido Popular                   | 2 117   | 2,86 / 100,00   | 1,98 | 0 / 11     | Estável |
|                         | PCTP/MRPP                         | 510     | 0,69 / 100,00   | 0,51 | 0 / 11     | Estável |
|                         | Partido Socialista Revolucionário | 451     | 0,61 / 100,00   | Novo | 0 / 11     | Novo    |
|                         | Partido da Solidariedade Nacional | 283     | 0,38 / 100,00   | -    | 0 / 11     | -       |
| Votos Inválidos         | Votos Inválidos                   | 3 263   | 4,41 / 100,00   | 0,32 |            |         |
| Total                   | Total                             | 74 106  | 100,00 / 100,00 |      | 11 / 11    |         |
| Eleitorado/Participação | Eleitorado/Participação           | 131 123 | 56,52 / 100,00  | 2,60 |            |         |

### Condeixa-a-Nova
| Partido                 | Partido                        | Votos  | %               | +/-   | Vereadores | +/-     |
| ----------------------- | ------------------------------ | ------ | --------------- | ----- | ---------- | ------- |
|                         | Partido Socialista             | 4 475  | 61,59 / 100,00  | 14,58 | 5 / 7      | 1       |
|                         | Partido Social Democrata       | 1 811  | 24,92 / 100,00  | 14,56 | 2 / 7      | 1       |
|                         | Coligação Democrática Unitária | 499    | 6,87 / 100,00   | 1,53  | 0 / 7      | Estável |
|                         | Partido Popular                | 102    | 1,40 / 100,00   | 0,09  | 0 / 7      | Estável |
| Votos Inválidos         | Votos Inválidos                | 379    | 5,21 / 100,00   | 1,40  |            |         |
| Total                   | Total                          | 7 266  | 100,00 / 100,00 |       | 7 / 7      |         |
| Eleitorado/Participação | Eleitorado/Participação        | 11 026 | 65,90 / 100,00  | 5,93  |            |         |

### Figueira da Foz
| Partido                 | Partido                        | Votos  | %               | +/-   | Vereadores | +/-     |
| ----------------------- | ------------------------------ | ------ | --------------- | ----- | ---------- | ------- |
|                         | Partido Social Democrata       | 22 133 | 59,88 / 100,00  | 24,80 | 6 / 9      | 2       |
|                         | Partido Socialista             | 11 278 | 30,51 / 100,00  | 14,94 | 3 / 9      | 2       |
|                         | Coligação Democrática Unitária | 1 584  | 4,29 / 100,00   | 1,96  | 0 / 9      | Estável |
|                         | Partido Popular                | 523    | 1,41 / 100,00   | 1,20  | 0 / 9      | Estável |
|                         | PCTP/MRPP                      | 200    | 0,54 / 100,00   | 0,51  | 0 / 9      | Estável |
| Votos Inválidos         | Votos Inválidos                | 1 246  | 3,37 / 100,00   | 1,08  |            |         |
| Total                   | Total                          | 36 964 | 100,00 / 100,00 |       | 9 / 9      |         |
| Eleitorado/Participação | Eleitorado/Participação        | 56 484 | 65,44 / 100,00  | 3,31  |            |         |

### Góis
| Partido                 | Partido                        | Votos | %               | +/-   | Vereadores | +/-     |
| ----------------------- | ------------------------------ | ----- | --------------- | ----- | ---------- | ------- |
|                         | Partido Socialista             | 2 287 | 67,11 / 100,00  | 16,00 | 4 / 5      | 1       |
|                         | Partido Social Democrata       | 878   | 25,76 / 100,00  | 16,69 | 1 / 5      | 1       |
|                         | Partido Popular                | 47    | 1,38 / 100,00   | -     | 0 / 5      | -       |
|                         | Coligação Democrática Unitária | 28    | 0,82 / 100,00   | 0,92  | 0 / 5      | Estável |
| Votos Inválidos         | Votos Inválidos                | 168   | 4,93 / 100,00   | 0,24  |            |         |
| Total                   | Total                          | 3 408 | 100,00 / 100,00 |       | 5 / 5      |         |
| Eleitorado/Participação | Eleitorado/Participação        | 4 876 | 69,89 / 100,00  | 0,92  |            |         |

### Lousã
| Partido                 | Partido                        | Votos  | %               | +/-  | Vereadores | +/-     |
| ----------------------- | ------------------------------ | ------ | --------------- | ---- | ---------- | ------- |
|                         | Partido Socialista             | 4 766  | 61,14 / 100,00  | 1,65 | 5 / 7      | Estável |
|                         | Partido Social Democrata       | 2 025  | 25,98 / 100,00  | 2,22 | 2 / 7      | Estável |
|                         | Coligação Democrática Unitária | 329    | 4,22 / 100,00   | 0,49 | 0 / 7      | Estável |
|                         | Partido Popular                | 326    | 4,18 / 100,00   | 0,22 | 0 / 7      | Estável |
| Votos Inválidos         | Votos Inválidos                | 349    | 4,47 / 100,00   | 0,16 |            |         |
| Total                   | Total                          | 7 795  | 100,00 / 100,00 |      | 7 / 7      |         |
| Eleitorado/Participação | Eleitorado/Participação        | 11 922 | 65,38 / 100,00  | 2,16 |            |         |

### Mira
| Partido                 | Partido                        | Votos  | %               | +/-   | Vereadores | +/-     |
| ----------------------- | ------------------------------ | ------ | --------------- | ----- | ---------- | ------- |
|                         | Partido Socialista             | 4 265  | 51,67 / 100,00  | 4,37  | 4 / 7      | Estável |
|                         | Partido Social Democrata       | 3 674  | 44,51 / 100,00  | 11,97 | 3 / 7      | Estável |
|                         | Coligação Democrática Unitária | 93     | 1,13 / 100,00   | 0,57  | 0 / 7      | Estável |
| Votos Inválidos         | Votos Inválidos                | 223    | 2,70 / 100,00   | 0,10  |            |         |
| Total                   | Total                          | 8 255  | 100,00 / 100,00 |       | 7 / 7      |         |
| Eleitorado/Participação | Eleitorado/Participação        | 11 732 | 70,36 / 100,00  | 0,97  |            |         |

### Miranda do Corvo
| Partido                 | Partido                        | Votos  | %               | +/-  | Vereadores | +/-     |
| ----------------------- | ------------------------------ | ------ | --------------- | ---- | ---------- | ------- |
|                         | Partido Socialista             | 3 922  | 55,33 / 100,00  | 0,67 | 4 / 7      | Estável |
|                         | Partido Social Democrata       | 2 473  | 34,89 / 100,00  | 0,48 | 3 / 7      | Estável |
|                         | Coligação Democrática Unitária | 255    | 3,60 / 100,00   | 0,44 | 0 / 7      | Estável |
|                         | Partido Popular                | 147    | 2,07 / 100,00   | 0,21 | 0 / 7      | Estável |
| Votos Inválidos         | Votos Inválidos                | 292    | 4,12 / 100,00   | 0,51 |            |         |
| Total                   | Total                          | 7 089  | 100,00 / 100,00 |      | 7 / 7      |         |
| Eleitorado/Participação | Eleitorado/Participação        | 10 578 | 67,02 / 100,00  | 3,00 |            |         |

### Montemor-o-Velho
| Partido                 | Partido                        | Votos  | %               | +/-  | Vereadores | +/-     |
| ----------------------- | ------------------------------ | ------ | --------------- | ---- | ---------- | ------- |
|                         | Partido Socialista             | 6 796  | 47,56 / 100,00  | 2,59 | 4 / 7      | Estável |
|                         | Partido Social Democrata       | 4 710  | 32,96 / 100,00  | 2,69 | 2 / 7      | 1       |
|                         | Coligação Democrática Unitária | 1 685  | 11,79 / 100,00  | 5,49 | 1 / 7      | 1       |
|                         | Partido Popular                | 525    | 3,67 / 100,00   | 5,22 | 0 / 7      | Estável |
| Votos Inválidos         | Votos Inválidos                | 573    | 4,01 / 100,00   | 0,18 |            |         |
| Total                   | Total                          | 14 289 | 100,00 / 100,00 |      | 7 / 7      |         |
| Eleitorado/Participação | Eleitorado/Participação        | 22 357 | 63,91 / 100,00  | 2,27 |            |         |

### Oliveira do Hospital
| Partido                 | Partido                        | Votos  | %               | +/-  | Vereadores | +/-     |
| ----------------------- | ------------------------------ | ------ | --------------- | ---- | ---------- | ------- |
|                         | Partido Social Democrata       | 6 356  | 48,33 / 100,00  | 5,83 | 4 / 7      | 1       |
|                         | Partido Socialista             | 4 784  | 36,37 / 100,00  | 1,59 | 3 / 7      | Estável |
|                         | Partido Popular                | 1 218  | 9,26 / 100,00   | 5,07 | 0 / 7      | 1       |
|                         | Coligação Democrática Unitária | 207    | 1,57 / 100,00   | 0,16 | 0 / 7      | Estável |
| Votos Inválidos         | Votos Inválidos                | 587    | 4,46 / 100,00   | 0,66 |            |         |
| Total                   | Total                          | 13 152 | 100,00 / 100,00 |      | 7 / 7      |         |
| Eleitorado/Participação | Eleitorado/Participação        | 19 326 | 68,05 / 100,00  | 2,18 |            |         |

### Pampilhosa da Serra
| Partido                 | Partido                        | Votos | %               | +/-  | Vereadores | +/-     |
| ----------------------- | ------------------------------ | ----- | --------------- | ---- | ---------- | ------- |
|                         | Partido Social Democrata       | 1 896 | 47,70 / 100,00  | 0,46 | 3 / 5      | Estável |
|                         | Partido Socialista             | 1 818 | 45,74 / 100,00  | 0,47 | 2 / 5      | Estável |
|                         | Partido Popular                | 64    | 1,61 / 100,00   | -    | 0 / 5      | -       |
|                         | Coligação Democrática Unitária | 46    | 1,16 / 100,00   | 0,54 | 0 / 5      | Estável |
| Votos Inválidos         | Votos Inválidos                | 151   | 3,80 / 100,00   | 0,13 |            |         |
| Total                   | Total                          | 3 975 | 100,00 / 100,00 |      | 5 / 5      |         |
| Eleitorado/Participação | Eleitorado/Participação        | 5 874 | 67,67 / 100,00  | 0,27 |            |         |

### Penacova
| Partido                 | Partido                        | Votos  | %               | +/-  | Vereadores | +/-     |
| ----------------------- | ------------------------------ | ------ | --------------- | ---- | ---------- | ------- |
|                         | Partido Social Democrata       | 4 745  | 50,17 / 100,00  | 7,27 | 4 / 7      | 1       |
|                         | Partido Socialista             | 3 689  | 39,01 / 100,00  | 0,88 | 3 / 7      | Estável |
|                         | Coligação Democrática Unitária | 368    | 3,89 / 100,00   | 1,02 | 0 / 7      | Estável |
|                         | Partido Popular                | 304    | 3,21 / 100,00   | 7,60 | 0 / 7      | 1       |
| Votos Inválidos         | Votos Inválidos                | 351    | 3,71 / 100,00   | 0,45 |            |         |
| Total                   | Total                          | 9 457  | 100,00 / 100,00 |      | 7 / 7      |         |
| Eleitorado/Participação | Eleitorado/Participação        | 14 305 | 66,11 / 100,00  | 1,79 |            |         |

### Penela
| Partido                 | Partido                        | Votos | %               | +/-  | Vereadores | +/-     |
| ----------------------- | ------------------------------ | ----- | --------------- | ---- | ---------- | ------- |
|                         | Partido Social Democrata       | 2 476 | 63,24 / 100,00  | 5,03 | 4 / 5      | Estável |
|                         | Partido Socialista             | 1 143 | 29,20 / 100,00  | 4,41 | 1 / 5      | Estável |
|                         | Partido Popular                | 53    | 1,35 / 100,00   | -    | 0 / 5      | -       |
|                         | Coligação Democrática Unitária | 44    | 1,12 / 100,00   | 0,39 | 0 / 5      | Estável |
| Votos Inválidos         | Votos Inválidos                | 199   | 5,08 / 100,00   | 0,26 |            |         |
| Total                   | Total                          | 3 915 | 100,00 / 100,00 |      | 5 / 5      |         |
| Eleitorado/Participação | Eleitorado/Participação        | 6 119 | 63,98 / 100,00  | 0,36 |            |         |

### Soure
| Partido                 | Partido                        | Votos  | %               | +/-   | Vereadores | +/-     |
| ----------------------- | ------------------------------ | ------ | --------------- | ----- | ---------- | ------- |
|                         | Partido Social Democrata       | 7 894  | 59,61 / 100,00  | 25,97 | 5 / 7      | 2       |
|                         | Partido Socialista             | 3 853  | 29,09 / 100,00  | 0,06  | 2 / 7      | Estável |
|                         | Partido Popular                | 484    | 3,65 / 100,00   | 2,48  | 0 / 7      | Estável |
|                         | Coligação Democrática Unitária | 412    | 3,11 / 100,00   | 2,27  | 0 / 7      | Estável |
| Votos Inválidos         | Votos Inválidos                | 600    | 4,53 / 100,00   | 0,42  |            |         |
| Total                   | Total                          | 13 243 | 100,00 / 100,00 |       | 7 / 7      |         |
| Eleitorado/Participação | Eleitorado/Participação        | 19 591 | 67,60 / 100,00  | 0,10  |            |         |

### Tábua
| Partido                 | Partido                        | Votos  | %               | +/-   | Vereadores | +/-     |
| ----------------------- | ------------------------------ | ------ | --------------- | ----- | ---------- | ------- |
|                         | Partido Socialista             | 4 151  | 53,93 / 100,00  | 18,99 | 4 / 7      | 2       |
|                         | Partido Social Democrata       | 2 962  | 38,48 / 100,00  | 21,55 | 3 / 7      | 2       |
|                         | Partido Popular                | 160    | 2,08 / 100,00   | -     | 0 / 7      | -       |
|                         | Coligação Democrática Unitária | 116    | 1,51 / 100,00   | 0,07  | 0 / 7      | Estável |
| Votos Inválidos         | Votos Inválidos                | 308    | 4,00 / 100,00   | 0,41  |            |         |
| Total                   | Total                          | 7 697  | 100,00 / 100,00 |       | 7 / 7      |         |
| Eleitorado/Participação | Eleitorado/Participação        | 11 063 | 69,57 / 100,00  | 0,98  |            |         |

### Vila Nova de Poiares
| Partido                 | Partido                        | Votos | %               | +/-  | Vereadores | +/-     |
| ----------------------- | ------------------------------ | ----- | --------------- | ---- | ---------- | ------- |
|                         | Partido Social Democrata       | 2 341 | 59,07 / 100,00  | 4,27 | 3 / 5      | Estável |
|                         | Partido Socialista             | 1 330 | 33,56 / 100,00  | 0,55 | 2 / 5      | Estável |
|                         | Coligação Democrática Unitária | 61    | 1,54 / 100,00   | 2,32 | 0 / 5      | Estável |
|                         | Partido Popular                | 27    | 0,68 / 100,00   | 1,21 | 0 / 5      | Estável |
| Votos Inválidos         | Votos Inválidos                | 204   | 5,15 / 100,00   | 0,19 |            |         |
| Total                   | Total                          | 3 963 | 100,00 / 100,00 |      | 5 / 5      |         |
| Eleitorado/Participação | Eleitorado/Participação        | 5 782 | 68,54 / 100,00  | 1,66 |            |         |